# پسی¹ ذات‌الکرسی
پسی¹ ذات‌الکرسی یک ستاره است که در صورت فلکی ذات‌الکرسی قرار دارد.